# Krautwiller
Krautwiller (Duits: Krautweiler) is een gemeente in het Franse departement Bas-Rhin (regio Grand Est) en telt 191 inwoners (2005). De gemeente behoort tot het kanton Brumath en het arrondissement Haguenau-Wissembourg.

## Geografie
De oppervlakte van Krautwiller bedraagt 1,5 km², de bevolkingsdichtheid is 127,3 inwoners per km².
De onderstaande kaart toont de ligging van Krautwiller met de belangrijkste infrastructuur en aangrenzende gemeenten.

## Demografie
Onderstaande figuur toont het verloop van het inwonertal (bron: INSEE-tellingen).